# Блечепсін
Блечепсі́н (рос. Блечепси́н; адиг. Блащэпсын) — аул у Кошехабльському районі Адигеї, адміністративний центр Блечепсінського сільського поселення і єдиний населений пункт в його складі.